# یواس‌اس رابرت اچ اسمیت (دی‌ام-۲۳)
یواس‌اس رابرت اچ اسمیت (دی‌ام-۲۳) (به انگلیسی: USS Robert H. Smith (DM-23)) یک کشتی است که طول آن ۳۷۶ فوت ۶ اینچ (۱۱۴٫۷۶ متر) می‌باشد. این کشتی در سال ۱۹۴۴ ساخته شد.